# Ferdinand von Plettenberg
Ferdinand Wilhelm Adolf Franz, barone von Plettenberg, più tardi Conte von Plettenberg e Wittem (in italiano: Ferdinando Augusto Guglielmo Adolfo Francesco; Paderborn, 25 luglio 1690 – Vienna, 18 marzo 1737) è stato un nobile tedesco, primo ministro dell'Elettorato di Colonia, Gran Maresciallo e Camerlengo del principe elettore Clemente Augusto di Baviera.

## Biografia

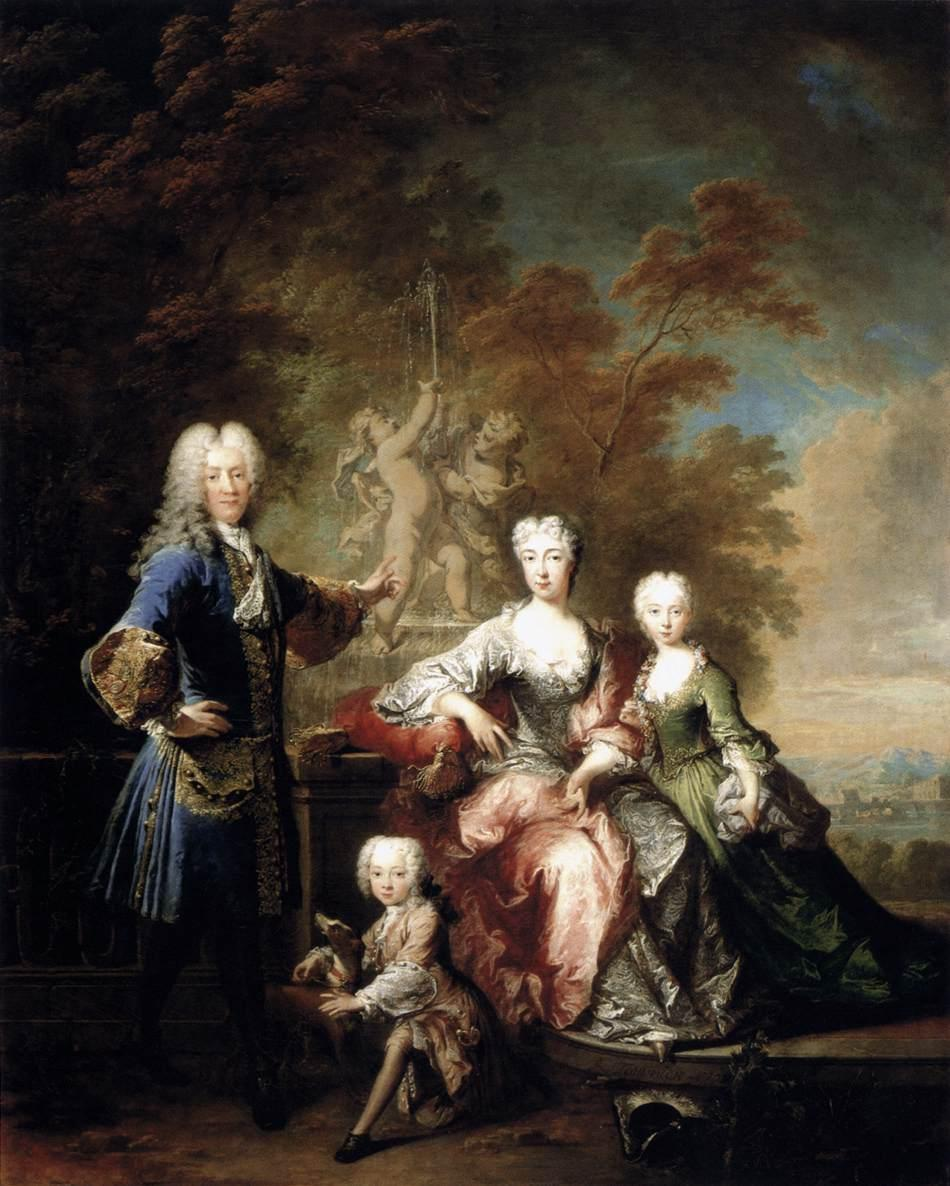
Il conte Plettenberg e la sua famiglia, ritratto di Robert Tournières.

Ferdinand proviene dalla nobile famiglia dei Plettenberg. Poiché nipote del vescovo di Münster, Friedrich Christian von Plettenberg, è diventato dopo la sua morte, nel 1706, l'unico erede di tutta della tenuta di Nordkirchen. Egli fece costruire e completare ulteriormente il castello.
Nel 1719 divenne consigliere privato dell'elettorato, amministratore distrettuale del vescovado di Münster e quindi presidente delle tenute di Münster. Nel 1723 fu nominato primo ministro dall'elettore Clemente Augusto di Baviera, a Bonn, per amministrare l'elettorato di Colonia e i principato vescovili di Münster, Paderborn, Osnabrück e Hildesheim i cui vescovi gli lasciarono, in gran parte, la reggenza. Nel 1724/25 fu elevato a conte di Plettenberg e Wittem, dall'imperatore Carlo VI. Nel 1722 infatti aveva acquistato i territori di Eys e Wittem, nella odierna provincia olandese del Limburgo e ottenne così nel 1732 la posizione imperiale con seggio e voto nel collegio dei conti imperiali della Vestfalia.
Nel 1733 Plettenberg cadde vittima di un intruso nella sua corte. Quando nel 1733 il suo parente Friedrich Christian von Beverförde Werries aveva ucciso in duello un prediletto dell'elettore Johann Baptist von Roll zu Bernau, Plettenberg fu disonorevolmente licenziato da Clemente Augusto e fuggì a Vienna.
Plettenberg sostenne Maria Teresa sul trono degli Asburgo. Dopo la sua caduta, Clemente Augusto, sostenuto dal fratello e successivamente dall'imperatore Carlo Alberto, perseguì brevemente uno stretto legame con la Francia, che tuttavia risolse, poco dopo, avvicinandosi nuovamente tramite la Pragmatica Sanzione con Maria Teresa, considerata erede al trono. Plettenberg morì a Vienna nel 1737 e fu sepolto nel monastero dei Minoriti.